# Марселіну душ Сантуш
Марселіну душ Сантуш (порт. Marcelino dos Santos, 20 травня 1929 — 11 лютого 2020) — поет і політичний діяч Мозамбіка. Використовував псевдоніми Ліліню Мікайя, К. Маалл, Шикуммуамі. Один із засновників і керівників фронту звільнення Мозамбіку ФРЕЛІМО.

## Біографія
Народився в 1929 році від змішаного шлюбу в прибережному місті Лумбо. Закінчивши школу, продовжував освіту в Португалії.
У 1947 році вступив до Лісабонського університету, де познайомився з Амілкаром Кабралом, Агоштінью Нету, Едуардо Мондлане. У 1950 році заарештований португальською поліцією. Продовжив освіту в Парижі, в Сорбонні, під керівництвом відомого африканіста професора Жоржа Баландьє.

### Політична діяльність
Брав активну участь в антиколоніальній боротьбі, в 1962 році — в установі ФРЕЛІМО. У 1966 нагороджений золотою медаллю Всесвітньої Ради Миру. У 1969-1977 роках був заступником голови ФРЕЛІМО, з 1977 року — секретар ЦК партії. Наприкінці 1970-х був міністром економічного розвитку, потім відповідав за економічний блок у Політбюро.
У 1986 році після загибелі Самори Машела нетривалий час очолював партію ФРЕЛІМО. У 1987-1994 роках був спікером парламенту.
Разом з Саморою Машелом представляти марксистське крило в русі на противагу націоналістичній течії Уріа Сіманго. Не прийняв ринкових реформ 1990-х років у Мозамбіку (які називав тимчасовим "відступом до капіталізму", залишився на марксистсько-ленінських позиціях.

### Поетична діяльність
Як поет відомий збіркою «Пісня істинної любові», що двічі виходив російською з передмовою Назима Хікмета. Відзначають вплив Хікмета на Душ Сантуша, а також Маяковського, Неруди. Для його поезії характерний вільний, нерифмованний вірш. Узагальнений образ африканців і батьківщини, характерний для попередників (наприклад, Жозе Кравейріньї), приймає у Марселіну, на думку дослідників (Е. А. Ряузова), конкретні мозамбіцькі риси. Твори душ Сантуша перекладалися французькою, італійською, чеською мовами. Лауреат премії "Лотос".